# Frontiers Records
Frontiers Records é uma gravadora italiana.